# Réseau francophone international de recherche en éducation relative à l'environnement
 (mars 2016).
Le Réseau francophone international de recherche en éducation relative à l’environnement (RefERE) a pris forme en 2004 dans la foulée du Colloque Éducation et environnement - Un croisement de savoir (colloque organisé dans le cadre du 72e Congrès de l'Acfas en mai 2004). Ce réseau vise à favoriser le développement de la recherche en ce domaine et à faciliter l'accès aux travaux des chercheurs tant au sein des milieux scientifiques que des milieux de pratique. Il publie annuellement la revue Éducation relative à l'environnement. Regards. Recherches. Réflexions qui est la seule revue de recherche francophone en ce domaine.
Trois objectifs sont définis par ce réseau :
1. créer des liens d'échange, de collaboration et de synergie entre les chercheurs de la Francophonie qui œuvrent dans le domaine de l'éducation relative à l'environnement et dans des domaines associés ;
2. favoriser la diffusion et la discussion des projets et productions de recherche en éducation relative à l'environnement et dans les domaines associés ;
3. diffuser l'information relative aux événements, rencontres et formations qui ont trait à la recherche en éducation relative à l'environnement.